# Heavy Airlift Wing
Die Heavy Airlift Wing (HAW) ist ein fliegender C-17A-Einsatzverband. Sein Standort ist der Luftwaffenstützpunkt Pápa in Ungarn. Beteiligt sind zwölf NATO-Staaten.
Das im Oktober 2008 aufgestellte multinationale Geschwader der Strategic Airlift Capability hat eine Personalstärke von etwa 135 Personen aus den Teilnehmernationen. Das HAW untersteht nicht der NATO-Kommandostruktur.

## Auftrag
Die fliegenden Besatzungen des Geschwaders sind für das gesamte Einsatzspektrum der Luftfahrzeuge ausgebildet, einschließlich taktischer An- und Abflüge unter Bedrohung, Betankung in der Luft und Verwundetentransport.
Die Transportflugzeuge können für Missionen der NATO, UN oder EU und für andere Aufträge, zum Beispiel im Rahmen der Katastrophenhilfe, eingesetzt werden.

## Geschichte
Das Geschwader wurde als ausführender Verband des Strategic-Airlift-Capability-Programms aufgestellt. Seit März 2009 wird die Ausbildung der multinationalen Luftfahrzeugbesatzungen und des Unterstützungspersonal durchgeführt, im Juli 2009 wurde die erste C-17 vom Hersteller Boeing übernommen und eine vorläufige Einsatzbereitschaft hergestellt, im September und Oktober 2009 folgten das zweite und dritte Luftfahrzeug.
Durch die SAC wurden bislang unter anderem Flüge zur Unterstützung der KFOR und der ISAF sowie im Rahmen der humanitären Hilfe nach dem Erdbeben in Haiti 2010 durchgeführt.
Erwähnenswert ist an dieser Stelle, dass mit Finnland und Schweden zwei Nationen von 2009 bis 2023 bzw. 2024 Mitglieder waren, die zu diesem Zeitpunkt nicht Mitglied der NATO aber des Programms Partnership for Peace waren.

## Mitgliedsstaaten
Folgende Staaten beteiligen sich am Vorhaben:
- Bulgarien
- Estland
- Ungarn
- Litauen
- Niederlande
- Norwegen
- Polen
- Rumänien
- Slowenien
- Vereinigte Staaten
- Finnland
- Schweden

## Gliederung
Das Geschwader besteht aus einem Führungsstab und drei unterstellten Staffeln:
- HAW Command Staff: Der Stab nahm seine Arbeit im Oktober 2008 mit der Entwicklung von Grundlagendokumenten, der Organisation und der Verfahren auf. Es ist heute verantwortlich für verschiedene administrative Aufgaben.
- Command And Control Squadron: Die Staffel koordiniert die Aufgaben innerhalb des Geschwaders und die Einsätze des Verbands. Für diese Aufgaben wird Personal aus Ungarn, den Niederlanden, Norwegen, Polen, Rumänien, Slowenien, Schweden und den USA eingesetzt.
- Heavy Airlift Squadron (HAS): Der Flugbetrieb der fliegenden Einsatzstaffel erfolgt mit gemischten multinationalen Besatzungen. Die Umschulung der Piloten und Lademeister auf die C-17 erfolgt bei der USAF auf der Altus Air Force Base in Altus, Oklahoma, USA.
- Logistics Support Squadron (LSS): Die Unterstützungsstaffel stellt die logistische und technische Unterstützung des Flugbetriebs, einschließlich der Wartung von Kraftfahrzeugen der HAW und des Luftumschlags, sicher. Unterstützt wird die LSS über eine vertragliche Regelung, der C-17 Globemaster III Sustainment Partnership (GSP) durch die Herstellerfirma Boeing, die etwa 70 Angestellte auf dem Fliegerhorst Pápa beschäftigt.

### Luftfahrzeuge

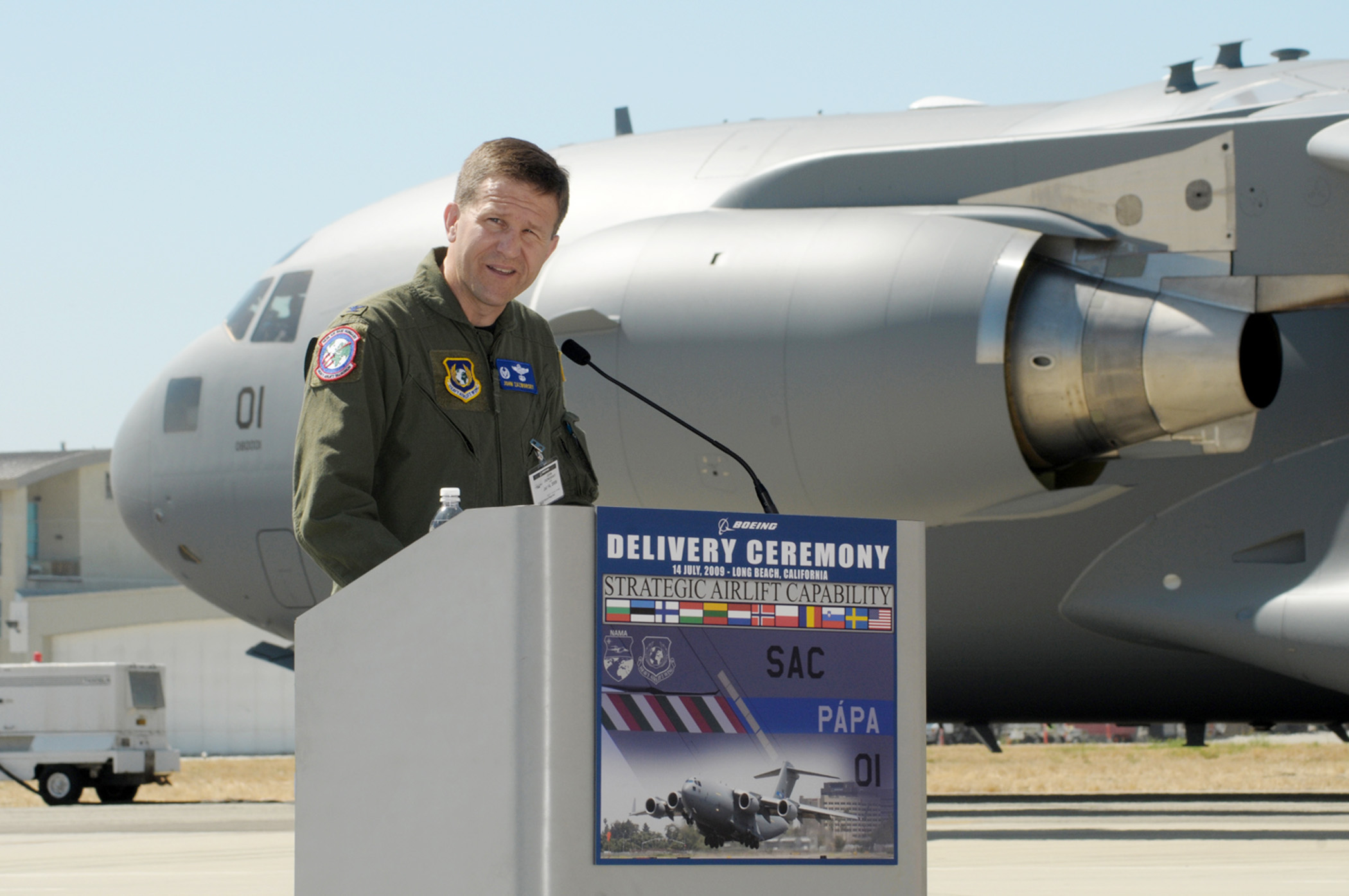
Ansprache von John Zazworsky bei der Übergabe der ersten C-17 an das SAC-Programm

Die Verband betreibt 3 Luftfahrzeuge des Typs C-17 Globemaster III, einem strategischen Lufttransportflugzeug der Firma Boeing. Sie entsprechen hinsichtlich der Konfiguration und Ausrüstung den C-17, die an die US Air Force ausgeliefert werden (Boeing C-17, Block 17). Die Ausstattung mit einer Selbstschutzanlage gegen infrarotgelenkte Flugabwehrraketen (Large Aircraft Infrared Countermeasures – LAIRCM), analog zu denen der USAF ist beabsichtigt. Die C-17 sind in Ungarn zugelassen und tragen die Kokarde der ungarischen Luftstreitkräfte.

## Kommandeure
Wie beispielsweise im NATO-AWACS-Verband in Geilenkirchen oder beim European Air Transport Command in Eindhoven praktiziert, wird auch das Kommando über das HAW und andere Führungspositionen innerhalb der Mitgliedsnationen anhand der Verteilung der Flugstunden (und damit des Budgets) gewechselt.
| Name              | Dienstgrad     | Nationalität       | Beginn            | Ende              |
| ----------------- | -------------- | ------------------ | ----------------- | ----------------- |
| John Zazworsky    | Colonel (USAF) | Vereinigte Staaten | 12. Juni 2008     | 17. Juni 2011     |
| Keith P. Boone    | Colonel (USAF) | Vereinigte Staaten | 17. Juni 2011     | 12. Juni 2013     |
| Frank Rombouts    | Kolonel (KLu)  | Niederlande        | 12. Juni 2013     | 1. Juli 2015      |
| Trevor Nitz       | Colonel (USAF) | Vereinigte Staaten | 1. Juli 2015      | 6. Juli 2017      |
| Bjørn Gohn-Hellum | Oberst (RNoAF) | Norwegen           | 6. Juli 2017      | 28. Juni 2019     |
| James S. Sparrow  | Colonel (USAF) | Vereinigte Staaten | 28. Juni 2019     | 8. Juli 2021      |
| Peder Söderström  | Överste (SAF)  | Schweden           | 8. Juli 2021      | 22. Juni 2023     |
| Jason Mills       | Colonel (USAF) | Vereinigte Staaten | 22. Juni 2023     | 4. Juli 2025      |
| Harry Oostema     | Kolonel (KLu)  | Niederlande        | Seit 4. Juli 2025 | Seit 4. Juli 2025 |